# Model Context Protocol
Le Model Context Protocol (MCP) est un protocole standard ouvert conçu pour connecter des modèles d'intelligence artificielle (IA) (notamment des grands modèles de langage ou agents conversationnels) à des outils, services et sources de données externes. Il a été introduit par la société américaine Anthropic fin 2024, avec l'objectif de fournir une interface universelle – comparée par certains à un « port USB-C » de l'IA – pour intégrer des données contextuelles et des fonctionnalités externes aux modèles, quel que soit le fournisseur. Ce protocole open source vise à éliminer les silos d'information en remplaçant la multitude d'intégrations spécifiques par un mécanisme unifié, permettant aux modèles d'IA d'accéder de manière standardisée à des données en temps réel et d'exécuter des actions au sein de leur environnement logiciel. Depuis son lancement, le MCP a reçu le soutien de plusieurs acteurs majeurs du domaine, notamment OpenAI (concepteur de ChatGPT) et Google DeepMind, qui ont annoncé son adoption au sein de leurs plateformes respectives en 2025,.

## Historique
Anthropic annonce officiellement le Model Context Protocol le 25 novembre 2024, en le publiant sous licence libre avec une spécification ouverte et des outils de développement associés. Ce protocole est présenté comme une réponse à la complexité grandissante de l'intégration des assistants IA dans les systèmes existants : avant MCP, chaque nouvelle source de données ou application tierce nécessitait le développement d'un connecteur sur mesure, aboutissant à une prolifération d'intégrations spécifiques difficile à maintenir. Anthropic souligne que même les modèles les plus sophistiqués restaient isolés des données de l'entreprise ou du web, et que cette fragmentation limitait leur utilité dans des contextes pratiques. Le lancement de MCP s'accompagne donc de la mise à disposition d'outils pour les développeurs (kits de développement SDK en Python et TypeScript notamment) et de connecteurs prêts à l'emploi pour diverses sources (messagerie d'entreprise, bases de code, documents numériques, etc.), afin de faciliter son expérimentation,.
Dès les premiers mois, plusieurs entreprises technologiques adoptent ou testent le MCP. Fin 2024, des sociétés comme Block (fintech) et Apollo l'intègrent dans leurs systèmes internes, tandis que des plateformes de développement telles que Replit, Zed, Codeium ou Sourcegraph travaillent à le supporter dans leurs environnements, afin d'enrichir leurs assistants de programmation avec un contexte étendu,,.
En mars 2025, la société OpenAI annonce à son tour le support du Model Context Protocol : son PDG Sam Altman déclare l'intégration immédiate de MCP dans le kit de développement d'agents d'OpenAI (Agents SDK), avec un déploiement prévu dans l'application ChatGPT (version bureau) et l'API de réponses d'OpenAI. Quelques semaines plus tard, en avril 2025, Google DeepMind indique également son intention d'embrasser ce standard au sein de ses futurs modèles Gemini, le qualifiant de « bon protocole » et soulignant son essor rapide comme standard ouvert de l'ère des agents IA. En parallèle, la communauté technique commence à analyser le protocole : une étude académique publiée en avril 2025 met en avant plusieurs enjeux de sécurité et de confidentialité encore non résolus (tels que des risques d'injection de code malveillant via les connecteurs MCP), soulignant la nécessité de poursuivre les recherches pour renforcer le protocole à mesure que son utilisation se généralise.

## Spécification et fonctionnement
Le Model Context Protocol définit un cadre standard pour faire communiquer un agent IA avec des services ou données externes, de manière agnostique au modèle sous-jacent. Techniquement, il s'appuie sur une architecture client-serveur. L'assistant IA (par exemple un agent conversationnel ou une application comme Claude Desktop) agit en tant que client (appelé hôte dans le contexte MCP) qui initie des connexions vers des serveurs MCP externes. Ces serveurs MCP sont des passerelles qui exposent aux clients des ressources (données, fichiers, bases de connaissances), des outils (fonctions applicatives, API externes) ou même des requêtes prédéfinies (modèles de requêtes ou instructions) utilisables par le modèle. Le protocole spécifie le format des messages échangés et assure le lien entre requêtes et réponses, ainsi qu'une communication bidirectionnelle sécurisée entre le client (modèle IA) et le serveur (source de données),.
En pratique, MCP fournit une interface unifiée pour connecter des sources de données hétérogènes aux modèles. Par exemple, un même agent IA peut, via MCP, accéder à un système de fichiers, interroger une base de données relationnelle ou appeler une API web, sans que le développeur ait à écrire du code spécifique à chaque intégration. Le protocole permet au modèle de découvrir dynamiquement les outils disponibles et de décider lesquels utiliser en fonction du contexte et de la requête de l'utilisateur. Cette flexibilité ouvre la voie à des enchaînements complexes d'actions (chaîne de pensée) orchestrées par le modèle lui-même pour accomplir une tâche donnée – par exemple chercher une information, traiter des données chiffrées puis enregistrer un résultat – le tout de façon transparente pour l'utilisateur final.
La spécification MCP intègre dès son lancement plusieurs mesures de sécurité : les serveurs MCP contrôlent strictement l'accès à leurs propres ressources (par exemple en limitant les fichiers ou commandes accessibles) et aucune clé API sensible n'a besoin d'être communiquée aux fournisseurs de LLM pour que le système fonctionne. En 2025, le protocole supporte essentiellement des connexions locales (serveur tournant sur la même machine que le modèle), mais son extension vers des serveurs distants avec authentification renforcée est en cours de développement. Les outils fournis incluent des SDK multiplateformes (Python, TypeScript, etc.) pour développer facilement des clients et des serveurs MCP, et un référentiel en logiciel libre de serveurs MCP de référence couvrant des cas courants (accès fichiers, bases SQL, pilotage de navigateur web, etc.) est alimenté par la communauté sur GitHub.

## Cas d'utilisation
Plusieurs scénarios d'utilisation types du Model Context Protocol se dégagent, illustrant son apport dans divers domaines :
- Développement logiciel : intégration dans les environnements de programmation pour fournir du contexte aux assistants de codage. Par exemple, des éditeurs de code comme Zed ou des plateformes comme Replit et Sourcegraph utilisent MCP afin que l'IA puisse accéder en temps réel au code du projet et à la documentation, ce qui améliore la qualité des suggestions de code ou des corrections fournies au développeur. Un tel assistant peut par exemple rechercher une fonction dans un dépôt Git, analyser son usage, puis aider à écrire une nouvelle portion de code en tenant compte de l'ensemble du projet (vibecoding)[6],[11].
- Assistants d'entreprise : utilisation dans des agents conversationnels internes à une organisation pour interroger des données métier. La société Block (ex-Square) a expérimenté MCP pour permettre à un assistant interne de récupérer des informations depuis des documents internes, des outils de gestion (ex. CRM) ou des bases de connaissances de l'entreprise, de sorte à fournir aux employés des réponses précises basées sur les données à jour de la société)[6].
- Accès en langage naturel aux données : connexion de modèles de langue à des bases de données ou des services pour interagir en français ou en anglais avec des données structurées. Par exemple, un assistant de requête SQL (AI2SQL) peut utiliser MCP pour traduire une question en langage naturel en une requête SQL appropriée, exécuter cette requête sur une base de données, puis formuler la réponse : cela offre une interrogation de données intuitive pour des utilisateurs non techniciens.
- Assistants personnels sur poste de travail : dans des applications comme Claude Desktop, MCP est employé pour permettre au modèle d'interagir avec le système local de l'utilisateur. L'agent peut ainsi, via un serveur MCP local, lire ou écrire des fichiers sur le disque, ou lancer de façon contrôlée certaines commandes du système, afin d'effectuer des tâches utiles (ouvrir un document, résumer un fichier texte, etc.) tout en respectant des limites de sécurité.
- Agents combinant plusieurs outils : MCP facilite la réalisation de flux de travail « agentiques » (agents automatiques) impliquant de multiples outils en séquence. Par exemple, un assistant peut successivement exploiter un outil de recherche documentaire, puis une API de messagerie, puis un calculateur, le tout dans le cadre d'une seule requête complexe de l'utilisateur. Le protocole gère la coordination de ces appels et le passage de contexte entre eux, ce qui permet au modèle IA d'adopter une forme de raisonnement pas-à-pas sur des ressources distribuées pour atteindre un objectif donné. Ce type d'orchestration flexible, difficile à coder manuellement pour chaque cas, devient plus accessible grâce à MCP.

## Implémentations
Anthropic fournit dès 2024 une série d'implémentations de référence (MCP servers) pour les systèmes et services les plus courants, afin de servir de base aux développeurs. Parmi ces connecteurs officiels figurent des serveurs MCP pour Google Drive, Slack, GitHub, Git, PostgreSQL ou encore pour l'automatisation de navigateur web via Puppeteer, permettant ainsi de doter rapidement un agent IA de ces capacités d'interfaçage. De nombreuses organisations ont par ailleurs implémenté MCP dans leurs produits ou plateformes. Par exemple, début 2025, les éditeurs d'outils de développement Zed, Replit et Codeium ont annoncé la compatibilité de leurs environnements avec le protocole, et des services en ligne comme Sourcegraph Cody (assistant de programmation) s'appuient sur MCP pour étendre la quantité de contexte code qu'ils peuvent exploiter. Du côté des applications d'entreprise, la société Block a intégré MCP pour relier son assistant IA interne aux données financières de l'entreprise, et la startup Apollo a fait de même pour connecter ses agents à des référentiels de contenu professionnels,,.
Le soutien de grands fournisseurs d'IA a également contribué à légitimer le Model Context Protocol. En mars 2025, OpenAI a rejoint l'écosystème MCP : l'entreprise a implémenté le protocole dans son SDK d'agents, permettant aux développeurs d'agents basés sur OpenAI d'utiliser directement des serveurs MCP tiers. OpenAI prévoit en outre d'intégrer MCP dans ses applications grand public, comme le client ChatGPT (pour offrir au chatbot un accès contrôlé à des fichiers locaux ou services web). En avril 2025, c'est Google DeepMind qui annonce travailler à l'implémentation de MCP dans ses prochains modèles Gemini et dans son SDK maison, affirmant vouloir collaborer avec l'équipe MCP et l'industrie pour faire évoluer le standard. Microsoft de son côté a intégré en 2025 la compatibilité MCP dans son environnement Copilot Studio (plateforme de création d'agents IA pour les services Microsoft 365), afin de simplifier la connexion des agents aux sources de connaissances de l'entreprise via des serveurs MCP externes.
Malgré cet engouement et de nombreuses intégrations en cours, le protocole demeure jeune. Son adoption rapide par des rivaux historiques de l'IA (tels qu'OpenAI et Google) est perçue comme le signe qu'il répond à un besoin universel de standardisation. Dans le même temps, des limites et défis ont été identifiés : la sécurité des échanges et le contrôle d'accès devront être renforcés à mesure que des serveurs MCP distants seront déployés, et la découverte automatique d'outils à grande échelle pose des questions d'indexation et de gouvernance,. Le Model Context Protocol est ainsi appelé à évoluer de façon collaborative (son développement est ouvert sur GitHub), avec l'ambition de constituer une infrastructure commune pour les applications d'IA connectée de prochaine génération.